# アイデア対決・ロボットコンテスト
アイデア対決・ロボットコンテストとは、NHK、NHKエンタープライズが主催および主催していた、ロボコン（ロボット競技）のかつての総称、もしくはその中の一つの大会を指し示す呼称である。
現在はNHK、NHKエンタープライズが主催、運営に関与するロボコンの総称もしくはその一つを指して、NHKロボコンとも呼ばれることがある。

## 成り立ちと3つの部門
1988年に現在の高専ロボコンの基となる「アイデア対決・独創コンテスト」が始まり、翌年の1989年には「アイデア対決ロボットコンテスト」として開催された。そして1990年に大学国際部門、1991年に大学部門が追加され、以下の3つの部門として本大会は開催された。
- 高専部門 （→高専ロボコン）

高等専門学校の学生を対象とした大会。
- 大学部門 （→大学ロボコン、ABUロボコン）

日本国内外の学生を対象とした大会。
- 大学国際部門 （→IDCロボコン）

複数の国の大学生から構成されるチームによる、国際交流を目的とした大会。

## 独立した大会へ
高専部門は2000年に高等専門学校連合会が主催に加わり、事実上高等専門学校における公式大会として高専ロボコン（アイデア対決・全国高等専門学校ロボットコンテスト）として開催された。
大学部門は2002年からABUロボコンの開催とともに、同大会の日本代表選考会となり、NHK大学ロボコンと改称された。
大学国際部門は現在IDCロボットコンテスト(International Design Contest)として開催されている。

## 現在の運営体制
現在はNHKならびにNHKエンタープライズが主催、運営、放送に直接関与しているのは、高専ロボコンとNHK大学ロボコンの2つである。IDCロボコンについてNHKの関与は現在サイエンスZERO（旧サイエンスアイ）内での取材、放送という形式である。ABUロボコンについては主催国に関係なく、運営にNHKエンタープライズが関与している。ただしNHK本体については同大会の取材と放送を行っている。